# Sport in 2022
Dit artikel is een samenvatting van de belangrijkste feiten uit het sportjaar 2022.

## Olympische Winterspelen
De veertiende Olympische Winterspelen worden gehouden in  Peking, China. 

## Atletiek
België
BK-indoor
- 60 meter:
- 200 meter:
- 400 meter:
- 800 meter:
- 1500 meter:
- 3000 meter:
- 5000 meter snelwandelen:
- 3000 meter snelwandelen:
- 60 meter horden:
- Verspringen:
- Hink-Stap-Springen:
- Hoogspringen:
- Polsstokhoogspringen:
- Kogelstoten:

BK
Nederland
NK-indoor
- 60 meter:
- 200 meter:
- 400 meter:
- 800 meter:
- 1500 meter:
- 3000 meter:
- 60 meter horden:
- Verspringen:
- Hink-Stap-Springen:
- Hoogspringen:
- Polsstokhoogspringen:
- Kogelstoten:

NK
Europees kampioenschap
IAAF Diamond League
WK indoor

## Autosport

### Eenzitters
Formule 1
9 oktober 2022 - In Suzuka wordt de Nederlandse coureur Max Verstappen in Red Bull Racing RBPT wereldkampioen Formule 1.
- GP van Bahrein:  Charles Leclerc
- GP van Saoedi-Arabië:  Max Verstappen
- GP van Australië:  Charles Leclerc
- GP van Emilia-Romagna:  Max Verstappen
- GP van Miami:  Max Verstappen
- GP van Spanje:  Max Verstappen
- GP van Monaco:  Sergio Pérez
- GP van Azerbeidzjan:  Max Verstappen
- GP van Canada:  Max Verstappen
- GP van Groot-Brittannië:  Carlos Sainz jr.
- GP van Oostenrijk:  Charles Leclerc
- GP van Frankrijk:  Max Verstappen
- GP van Hongarije:  Max Verstappen
- GP van België:  Max Verstappen
- GP van Nederland:  Max Verstappen
- GP van Italië:  Max Verstappen
- GP van Singapore:  Sergio Pérez
- GP van Japan:  Max Verstappen
- GP van de Verenigde Staten:  Max Verstappen
- GP van Mexico:  Max Verstappen
- GP van Brazilië:  George Russell
- GP van Abu Dhabi:  Max Verstappen
- Wereldkampioen Coureurs:  Max Verstappen
- Wereldkampioen Constructeurs:  Red Bull Racing RBPT

Formule E
14 augustus 2022 - In Seoel wordt de West-Vlaamse coureur Stoffel Vandoorne in Mercedes-Benz wereldkampioen Formule E.
- EPrix van Ad Diriyah 1:  Nyck de Vries
- EPrix van Ad Diriyah 2:  Edoardo Mortara
- ePrix van Mexico-Stad:  Pascal Wehrlein
- ePrix van Rome 1 :  Mitch Evans
- ePrix van Rome 2:  Mitch Evans
- ePrix van Monte Carlo:  Stoffel Vandoorne
- ePrix van Berlijn 1:   Edoardo Mortara
- ePrix van Berlijn 2:  Nyck de Vries
- ePrix van Jakarta:  Mitch Evans
- ePrix van Marrakesh:  Edoardo Mortara
- ePrix van New York 1:  Nick Cassidy
- ePrix van New York 2:  António Félix da Costa
- ePrix van Londen 1:  Jake Dennis
- ePrix van Londen 2:  Lucas di Grassi
- ePrix van Seoel 1:  Mitch Evans
- ePrix van Seoel 2:  Edoardo Mortara
- Kampioen Coureurs:  Stoffel Vandoorne
- Kampioen Teams:  Mercedes-Benz EQ Formula E Team

GP2-seizoen
GP3-seizoen
Europees kampioenschap Formule 3
ADAC Formel Masters
Masters of Formula 3
Indy Lights Series
IndyCar Series
Formule Renault 3.5 Series

### Toerwagens
- DTM seizoen:
- WTCC-seizoen:

### Rally
Wereldkampioenschap Rally
Dakar-rally
- Auto:
- Vrachauto:

## Badminton
België
Nationale competitie
Nederland
Eredivisie
Carlton GT CupBC Amersfoort
Belgisch kampioenschap
- Mannen enkel:
- Vrouwen enkel:
- Mannen dubbel:
- Vrouwen dubbel:
- Gemengd dubbel:

Nederlands kampioenschap
- Mannen enkel:
- Vrouwen enkel:
- Mannen dubbel:
- Vrouwen dubbel:
- Gemengd dubbel:

Europe badminton Circuit
- Mannen enkel:
- Vrouwen enkel:
- Mannen dubbel:
- Vrouwen dubbel:
- Gemengd dubbel:

Europe Cup
BWF Super Series
- Mannen enkel:
- Vrouwen enkel:
- Mannen dubbel:
- Vrouwen dubbel:
- Gemengd dubbel:

Europese kampioenschappen
- Mannen enkel:
- Vrouwen enkel:
- Mannen dubbel:
- Vrouwen dubbel:
- Gemengd dubbel:

Europees kampioenschap voor landenteams
- Mannen:
- Vrouwen:

Wereldkampioenschap
- Mannen enkel:
- Vrouwen enkel:
- Mannen dubbel:
- Vrouwen dubbel:
- Gemengd dubbel:

Thomas Cup
Uber Cup

## Basketbal
Nederland
- Nederlands kampioen mannen:
- Beker mannen:
- Supercup mannen:
- Nederlands kampioen vrouwen:
- Beker vrouwen:
- Supercup vrouwen:

België
- Belgisch kampioen mannen:
- Beker mannen:
- Belgisch kampioen vrouwen:
- Beker vrouwen:

Europese competities
- Euroleague mannen:
- Euroleague vrouwen:
- EuroCup mannen:
- EuroCup vrouwen:
- EuroChallenge mannen:

Verenigde Staten
National Basketball Association (NBA)
Wereldkampioenschap mannen
Wereldkampioenschap vrouwen

## Biatlon
Wereldbeker biatlon
Algemene wereldbeker
- Mannen:
- Vrouwen:

Landenklassement
- Mannen:
- Vrouwen:

Sprint
- Mannen 10 km:
- Vrouwen 7.5 km:

Achtervolging
- Mannen 12.5 km:
- Vrouwen 10 km:

Individueel
- Mannen 20 km:
- Vrouwen 15 km:

Massastart
- Mannen 15 km:
- Vrouwen 12.5 km:

Estafette
- Mannen:
- Vrouwen:

## Bobsleeën
Wereldbeker Bobsleeën
Tweemansbob
- Mannen:
- Vrouwen:

Viermansbob
- Mannen:

## Boksen
- Wereldkampioenschappen vrouwen
- Europese kampioenschappen mannen
- Europese kampioenschappen vrouwen

## Curling
Wereldkampioenschap mannen
Wereldkampioenschap vrouwen

## Darts

### Professional Darts Corporation

#### Televisietoernooien
- 3 januari –  Peter Wright kroont zichzelf tot wereldkampioen darts door in de finale van het PDC World Darts Championship  met 7-5 in sets te winnen van Michael Smith.[1]
- 30 januari –  Joe Cullen weet zijn eerste majortitel te bemachtigen door Dave Chisnall met 11-9 in legs te verslaan in de finale van The Masters.[2]
- 6 maart –  Danny Noppert verslaat Engelsman Michael Smith met 11-10 in legs tijdens de finale van de UK Open en pakt zo zijn eerste majortitel bij de Professional Darts Corporation.[3]
- 13 juni –  Michael van Gerwen weet met 11-10 te winnen in de play-offs van de Premier League, nadat Joe Cullen in de beslissende leg een matchdart miste. Het was voor de Nederlander, die de dag erna een operatie zou ondergaan vanwege zijn carpaletunnelsyndroom, een eerste majortitel sinds november 2020.[4]
- 19 juni –  Simon Whitlock en Damon Heta winnen de World Cup of Darts voor Australië.[5]
- 24 juli –  Fallon Sherrock is te sterk voor Aileen de Graaf in de finale van de eerste Women's World Matchplay.[6]
24 juni – Michael van Gerwen verslaat Gerwyn Price met 18-14 in de finale van de World Matchplay en wint het toernooi zo voor de derde keer.[7]
- 18 augustus -  Gerwyn Price wint in de finale van de World Series of Darts Finals met 11-10 van Dirk van Duijvenbode.[8]
- 9 oktober -  Michael van Gerwen is met 5-3 in sets te sterk voor Nathan Aspinall in de finale van de World Grand Prix.[9]
- 30 oktober -  Ross Smith weet in zijn eerste majorfinale met 11-8 te winnen van Michael Smith op het European Darts Championship.[10]
- 20 november -  Michael Smith verslaat Nathan Aspinall met 16-5 in de finale van de Grand Slam of Darts. Zo wint hij zijn eerste hoofdtoernooi bij de PDC na achtmaal runner-up te zijn geweest.[11]
- 27 november -  Michael van Gerwen gaat met een score van 11-6 langs Rob Cross in de finale van de Players Championship Finals, waarin hij ook nog een negendarter en 170-finish laat noteren.[12]
27 november – Josh Rock wint het World Youth Championship door Nathan Girvan met 6-1 te verslaan in de finale.[13]

### World Darts Federation
- 6 maart –  Neil Duff verslaat Fransman Thibault Tricole in de finale van het WDF World Darts Championship en kroont zich tot wereldkampioen onder de amateurdarters.[14]
6 maart –  De 18-jarige Beau Greaves is de sterkste onder de vrouwelijke amateurdarters.[15]
- 12 juni –  Jelle Klaasen zegeviert met een score van 3-0 in sets in de finale van het Dutch Open.[16]

### World Seniors Darts Tour
- 6 februari –  Robert Thornton verslaat Martin Adams in de finale van het eerste World Seniors Darts Championship en kroont zich zo tot wereldkampioen onder de 50+'ers.[17]
- 29 mei –  David Cameron gaat langs Phil Taylor in de finale van de eerste World Seniors Darts Masters.[18]
- 3 juli –  Robert Thornton is te sterk voor Phil Taylor in de finale van de eerste World Seniors Darts Matchplay.[19]

## Freestyleskiën
Wereldbeker
Wereldbeker algemeen
Aerials
Halfpipe
Moguls
Skicross
Big Air
Slopestyle
Winter X Games
Bigair
Halfpipe
Slopestyle

## Football
Super Bowl
Super Bowl LVI

## Handbal
Europees kampioenschap mannen:  Zweden
Europees kampioenschap vrouwen: Noorwegen
Nederland
- Eredivisie Mannen: Red/Rag Tachos
- Bekerwinnaar Mannen:
- Eredivisie Vrouwen: Cabooter Group/HandbaL Venlo
- Bekerwinnaar Vrouwen:

## Hockey
- World Hockey Player of the Year

## Honkbal
Major League Baseball
- American League

Boston Red Sox
- National League

Los Angeles Dodgers
- World Series

Boston Red Sox

## Judo
Europese kampioenschappen
Mannen
– 60 kg —
– 66 kg —
– 73 kg —
– 81 kg —
– 90 kg —
–100kg —
+100kg —
Vrouwen
–48 kg —
–52 kg —
–57 kg —
–63 kg —
–70 kg —
–78 kg —
+78 kg —
Nederlandse kampioenschappen
Mannen
-60 kg:
-66 kg:
-73 kg:
-81 kg:
-90 kg:
-100 kg:
+100 kg:
Vrouwen
-48 kg:
-52 kg:
-57 kg:
-63 kg:
-70 kg:
-78 kg:
+78 kg:

## Kickboksen
- 9 oktober -  Alistair Overeem maakt zijn rentree als kickbokser tijdens Glory Collision 4 en weet daarbij Badr Hari te verslaan.[20]

## Korfbal
Nederland
- Veldkampioen:
- Zaalkampioen:

## Langlaufen
Wereldbeker langlaufen
Algemene wereldbeker
- Mannen:
- Vrouwen:

Afstandswereldbeker
- Mannen:
- Vrouwen:

Sprintwereldbeker
- Mannen:
- Vrouwen:

Tour de Ski
Algemeen klassement
- Mannen:
- Vrouwen:

Sprintklassement
- Mannen:
- Vrouwen:

## Mixed Martial Arts
- 20 augustus -  Voormalig kickbokser Arkadiusz Wrzosek verslaat Tomasz Sarara tijdens KSW 73 en wint zo bij zijn MMA-debuut.[21]

## Motorsport

### Trial
Wereldkampioenschap X-Trial
- Coureur:
- Constructeur:

Wereldkampioenschap Trial (mannen)
- Coureur:
- Constructeur:

Europees kampioenschap Trial
- Coureur:
- Constructeur:

### Wegrace
Wereldkampioenschap wegrace
MotoGP
- Coureur:
- Constructeur:

Moto2
- Coureur:
- Constructeur:

Moto3
- Coureur:
- Constructeur:

Superbike
- Coureur:
- Constructeur:

Supersport
- Coureur:
- Constructeur:

Zijspannen
- Coureurs:
- Constructeur:

### Motorcross
Wereldkampioenschap Motorcross
MXGP
- Coureur:  Tim Gajser
- Constructeur:  Honda

MX2
- Coureur:  Tom Vialle
- Constructeur:  KTM

Motorcross der Naties
- Land + coureurs:  Verenigde Staten (Eli Tomac, Justin Cooper, Chase Sexton)

Zijspannen
- Coureurs:
- Constructeur:

Dakar-rally
- Motor:
- Quad:
- Auto:
- UTV:
- Truck:

## Noordse combinatie
Wereldbeker
- Algemene wereldbeker:
- Landenklassement:

## Rugby
Zeslandentoernooi 2022:
- Mannen:  Frankrijk
- Vrouwen:  Engeland
- Onder 20:  Ierland

## Schaatsen

### Langebaanschaatsen
NK allround
Belgische kampioenschappen allround
- Mannen minivierkamp:
- Vrouwen minivierkamp:

NK afstanden
- 500 m:
- 1000 m:
- 1500 m:
- 3000 m:
- 5000 m:
- 10.000 m:

NK massastart
EK afstanden
- 500 m:
- 1000 m:
- 1500 m:
- 3000 m:
- 5000 m:
- Massatart:
- Ploegenachtervolging:
- Teamsprint:

WK allround
NK sprint
- Mannen:
- Vrouwen:

WK sprint
Wereldbeker
- Mannen 500 m:
- Vrouwen 500 m:
- Mannen 1000 m:
- Vrouwen 1000 m:
- Mannen 1500 m:
- Vrouwen 1500 m:
- Mannen 5 - 10 km:
- Vrouwen 3 - 5 km:
- Mannen massastart:
- Vrouwen massastart:
- Mannen Team:
- Vrouwen Team:
- Mannen Grand World Cup:
- Vrouwen Grand World Cup:

### Marathonschaatsen
Marathon KNSB-Cup
- Mannen:
- Vrouwen:

NK Marathonschaatsen op natuurijs
- Mannen:
- Vrouwen:

NK Marathonschaatsen op kunstijs
- Mannen:
- Vrouwen:

### Shorttrack
NK Shorttrack
EK shorttrack
- Mannen:
- Aflossing:
- Vrouwen:
- Aflossing:

WK Shorttrack
- Mannen:
- Aflossing:
- Vrouwen:
- Aflossing:

Wereldbeker shorttrack
- Mannen 500 m:
- Mannen 1000 m:
- Mannen 1500 m:
- Mannen Team:
- Vrouwen 500 m:
- Vrouwen 1000 m:
- Vrouwen 1500 m:
- Vrouwen Team:

### Alternatieve Elfstedentocht
Alternatieve Elfstedentocht Weissensee
Alternatieve Elfstedentocht Kuopio

### Kunstschaatsen
NK kunstschaatsen
- Mannen:
- Vrouwen:

EK kunstschaatsen
- Mannen:
- Vrouwen:
- Paren:
- IJsdansen:

WK kunstschaatsen
- Mannen:
- Vrouwen:
- Paren:
- IJsdansen:

## Schansspringen
Vierschansentoernooi

## Skeleton
Wereldbeker
- Mannen:
- Vrouwen:

## Skiën
Wereldbeker alpineskiën
- Algemene wereldbeker:
- Afdaling:
- Super-G:
- Reuzenslalom:
- Slalom:
- Combinatie:
- Landenklassement:
- Eindklassement gemengd:

## Snooker
- World Championship: Ronnie O'Sullivan  wint van Judd Trump  met 18-13

World Ranking-toernooien
- German Masters: Zhao Xintong wint op 30 januari van Yan Bingtao met 9-0.[22]
- Welsh Open:
- World Open:
- China Open:
- UK Championship:

Overige toernooien
- Masters:

## Tennis
WTA-seizoen
Grand Slam: Australian Open (m-md) · Roland Garros (m-md) · Wimbledon (m-md) · US Open (m-md)
Landenteams: Davis Cup · ATP Cup 

Continententeams: Laver Cup
WTA-seizoen
Grand Slam: Australian Open · Roland Garros · Wimbledon · US Open
Landenteams: BJK Cup
Grandslam
 Australian Open
- Mannenenkel:
- Vrouwenenkel:
- Mannendubbel:
- Vrouwendubbel:
- Gemengddubbel:

 Roland Garros
- Mannenenkel:
- Vrouwenenkel:
- Mannendubbel:
- Vrouwendubbel:
- Gemengddubbel:

 Wimbledon
- Mannenenkel:
- Vrouwenenkel:
- Mannendubbel:
- Vrouwendubbel:
- Gemengddubbel:

 US Open
- Mannen:
- Vrouwen:
- Mannendubbel:
- Vrouwendubbel:
- Gemengddubbel:

Landenwedstrijd
- Davis Cup:
- Fed Cup:

## Voetbal

### Internationale toernooien
Mannen
- Wereldkampioenschap:  Argentinië
- Wereldkampioenschap voor clubs:  Chelsea FC
- UEFA Champions League:  Real Madrid
- UEFA Europa League:  Eintracht Frankfurt
- UEFA Europa Conference League:  AS Roma
- Europese Supercup:  Real Madrid
- Finalissima:  Argentinië
- Afrikaans kampioenschap:  Senegal
- Europees kampioenschap onder 19:  Engeland
- Europees kampioenschap onder 17:  Frankrijk

Vrouwen
- Europees kampioenschap:  Engeland
- Noord-Amerikaans kampioenschap:  Verenigde Staten
- Aziatisch kampioenschap:  China
- Zuid-Amerikaans kampioenschap:  Brazilië
- Afrikaans kampioenschap:  Zuid-Afrika
- UEFA Champions League:  Olympique Lyonnais
- Wereldkampioenschap onder 20:
- Europees kampioenschap onder 19:  Spanje
- Wereldkampioenschap onder 17:
- Europees kampioenschap onder 17:  Duitsland

### Nationale kampioenschappen
Mannen
 België
- Jupiler Pro League: Club Brugge
- Eerste klasse B: KVC Westerlo
- Beker van België: KAA Gent
- Supercup: Club Brugge
- Topschutter:  Deniz Undav

 Engeland
- Premier League: Manchester City
- League Cup: Liverpool FC
- FA Cup: Liverpool FC
- FA Community Shield: Liverpool FC
- Topschutter:  Mohamed Salah,  Son Heung-min

 Frankrijk
- Ligue 1: Paris Saint-Germain
- Coupe de France: FC Nantes
- Trophée des Champions: Paris Saint-Germain
- Topschutter:  Kylian Mbappé

 Duitsland
- Bundesliga: Bayern München
- DFB-Pokal: RB Leipzig
- Supercup: Bayern München
- Topschutter:  Robert Lewandowski

 Italië
- Serie A: AC Milan
- Coppa Italia: Internazionale
- Supercoppa: Internazionale
- Topschutter:  Ciro Immobile

 Nederland
- Eredivisie: AFC Ajax
- Eerste divisie: FC Emmen
- KNVB beker: PSV
- Johan Cruijff Schaal: PSV
- Topschutter:  Sébastien Haller

 Spanje
- Primera División: Real Madrid
- Copa del Rey: Real Betis
- Supercopa: Real Madrid
- Topschutter:  Karim Benzema

 Portugal
- Primeira Liga: FC Porto
- Taça de Portugal: FC Porto
- Taça da Liga: Sporting Lissabon
- Supertaça Cândido de Oliveira: FC Porto
- Topschutter:  Darwin Núñez

Vrouwen
 België
- Super League: RSC Anderlecht
- Beker van België: RSC Anderlecht

 Duitsland
- Bundesliga: VfL Wolfsburg
- DFB-Pokal: VfL Wolfsburg
- Topschutter:  Lea Schüller

 Frankrijk
- Division 1: Olympique Lyonnais
- Coupe de France: Paris Saint-Germain
- Topschutter:  Marie-Antoinette Katoto

 Engeland
- Super League: Chelsea LFC
- FA Cup: Chelsea LFC
- League Cup: Manchester City
- Topschutter:  Samantha Kerr

 Nederland
- Vrouwen Eredivisie: FC Twente
- KNVB beker: AFC Ajax
- Eredivisie Cup: FC Twente
- Topschutter:  Fenna Kalma

 Spanje
- Primera División: FC Barcelona
- Copa de la Reina: FC Barcelona
- Supercopa: FC Barcelona
- Topschutter:  Asisat Oshoala,  Geyse Ferreira

### Prijzen
- Belgische Gouden Schoen:
- Nederlandse Gouden Schoen:  Cody Gakpo
- Ballon d'Or:  Karim Benzema
- The Best FIFA Men's Player:

## Volleybal
- Belgisch kampioen bij de mannen:
- Belgische bekerwinnaar bij de mannen:
- Belgisch kampioen bij de vrouwen:

## Wielrennen

### Wegwielrennen
Ronde van Italië
- Algemeen klassement:  Jai Hindley
- Bergklassement:  Koen Bouwman
- Puntenklassement:  Arnaud Démare
- Jongerenklassement:  Juan Pedro López
- Ploegenklassement:  Bahrain Victorious

 Ronde van Frankrijk
- Algemeen klassement:  Jonas Vingegaard
- Bergklassement:  Jonas Vingegaard
- Puntenklassement:  Wout van Aert
- Jongerenklassement:  Tadej Pogačar
- Ploegenklassement:  INEOS Grenadiers

 Ronde van Spanje
- Algemeen klassement:  Remco Evenepoel
- Bergklassement:  Richard Carapaz
- Puntenklassement:  Mads Pedersen
- Jongerenklassement:  Remco Evenepoel
- Ploegenklassement:  UAE Team Emirates

UCI World Tour
- World Tour-klassement:  Tadej Pogačar
- Ploegenklassement:  Jumbo-Visma
- Landenklassement:  België
- Tour Down Under:
- Cadel Evans Great Ocean Road Race:
- Ronde van de Ver. Arab. Emiraten:  Tadej Pogačar
- Omloop Het Nieuwsblad:  Wout van Aert
- Strade Bianche:  Tadej Pogačar
- Parijs-Nice:  Primož Roglič
- Tirreno–Adriatico:  Tadej Pogačar
- Milaan-San Remo:  Matej Mohorič
- E3 Saxo Bank Classic:  Wout van Aert
- Gent-Wevelgem:  Biniam Girmay
- Ronde van Catalonië:  Sergio Higuita
- Dwars door Vlaanderen:  Mathieu van der Poel
- Ronde van Vlaanderen:  Mathieu van der Poel
- Ronde van het Baskenland:  Daniel Martínez
- Amstel Gold Race:  Michał Kwiatkowski
- Parijs-Roubaix:  Dylan van Baarle
- Waalse Pijl:  Dylan Teuns
- Luik-Bastenaken-Luik:  Remco Evenepoel
- Ronde van Romandië:  Aleksandr Vlasov
- Eschborn-Frankfurt:  Sam Bennett
- Ronde van Italië:  Jai Hindley
- Critérium du Dauphiné:  Primož Roglič
- Ronde van Zwitserland:  Geraint Thomas
- Ronde van Frankrijk:  Jonas Vingegaard
- Clásica San Sebastián:  Remco Evenepoel
- Ronde van Polen:  Ethan Hayter
- /  Benelux Tour:
- EuroEyes Cyclassics:  Marco Haller
- Bretagne Classic:  Wout van Aert
- Grote Prijs van Quebec:  Benoît Cosnefroy
- Grote Prijs van Montreal: Tadej Pogačar
- Ronde van Spanje:  Remco Evenepoel
- Ronde van Lombardije:  Tadej Pogačar
- Ronde van Guangxi:

UCI Women's World Tour
- Women's World Tour-klassement:  Annemiek van Vleuten
- Ploegenklassement:  Team SD Worx
- Jongerenklassement:  Shirin van Anrooij
- Strade Bianche:  Lotte Kopecky
- Ronde van Drenthe:  Lorena Wiebes
- Trofeo Alfredo Binda-Comune di Cittiglio:  Elisa Balsamo
- Brugge-De Panne:  Elisa Balsamo
- Gent–Wevelgem in Flanders Field:  Elisa Balsamo
- Ronde van Vlaanderen:  Lotte Kopecky
- Amstel Gold Race:  Marta Cavalli
- Parijs-Roubaix:  Elisa Longo Borghini
- Waalse Pijl:  Marta Cavalli
- Luik-Bastenaken-Luik:  Annemiek van Vleuten
- Tour of Chongming Island:
- Ronde van het Baskenland:  Demi Vollering
- Ronde van Burgos:  Juliette Labous
- The Women's Tour:  Elisa Longo Borghini
- Giro d'Italia Int. Femminile:  Annemiek van Vleuten
- Tour de France Femmes:  Annemiek van Vleuten
- Prudential Ride London:  Lorena Wiebes
- Open de Suède Vårgårda (TTT):  Trek-Segafredo
- Open de Suède Vårgårda:  Audrey Cordon-Ragot
- Ronde van Scandinavië:  Cecilie Uttrup Ludwig
- GP de Plouay-Bretagne:  Mavi García
- Simac Ladies Tour:  Lorena Wiebes
- Ceratizit Challenge by La Vuelta:  Annemiek van Vleuten
- Ronde van Romandië:  Ashleigh Moolman-Pasio
- Ronde van Guangxi:

Wereldkampioenschap wegwielrennen
- Gemengde ploegenestafette:  Zwitserland

Mannen
- Wegwedstrijd:  Remco Evenepoel
- Tijdrit:  Tobias Foss
- Wegwedstrijd beloften:  Jevgenıı Fedorov
- Tijdrit beloften:  Søren Wærenskjold
- Wegwedstrijd junioren:  Emil Herzog
- Tijdrit junioren:  Joshua Tarling

Vrouwen
- Wegwedstrijd:  Annemiek van Vleuten
- Tijdrit:  Ellen van Dijk
- Wegwedstrijd beloften:  Niamh Fisher-Black
- Tijdrit beloften:  Vittoria Guazzini
- Wegwedstrijd junioren:  Zoe Bäckstedt
- Tijdrit junioren:  Zoe Bäckstedt

### Baanwielrennen
Wereldkampioenschap baanwielrennen
Mannen
- Sprint:  Harrie Lavreysen
- 1 Kilometer tijdrit:  Jeffrey Hoogland
- Individuele achtervolging:  Filippo Ganna
- Ploegenachtervolging:  Verenigd Koninkrijk
- Teamsprint:  Australië
- Keirin:  Harrie Lavreysen
- Scratch:  Dylan Bibic
- Puntenkoers:  Yoeri Havik
- Koppelkoers:  Donovan Grondin & Benjamin Thomas
- Omnium:  Ethan Hayter
- Afvalkoers:  Elia Viviani

Vrouwen
- Sprint:  Mathilde Gros
- 500 meter tijdrit:  Taky Marie-Divine Kouamé
- Individuele achtervolging:  Franziska Brauße
- Ploegenachtervolging:  Italië
- Teamsprint:  Duitsland
- Keirin:  Lea Sophie Friedrich
- Scratch:  Martina Fidanza
- Puntenkoers:  Neah Evans
- Koppelkoers:  Lotte Kopecky & Shari Bossuyt
- Omnium:  Jennifer Valente
- Afvalkoers:  Lotte Kopecky

### Veldrijden
Nederlands kampioenschap
Mannen: Lars van der Haar
Vrouwen: Marianne Vos
Belgisch kampioenschap
Mannen: Wout van Aert
Vrouwen: Sanne Cant
Europees kampioenschap
Mannen:  Michael Vanthourenhout
Vrouwen:  Fem van Empel
Wereldkampioenschap
Mannen:  Tom Pidcock
Vrouwen:  Marianne Vos
Wereldbeker
Mannen:  Eli Iserbyt
Vrouwen:  Lucinda Brand
Superprestige
Mannen:  Eli Iserbyt
Vrouwen:  Lucinda Brand
X²O Badkamers Trofee
Mannen:  Toon Aerts
Vrouwen:  Lucinda Brand

## Zwemmen
NK kortebaan
Europese kampioenschappen
Europees kampioenschap waterpolo mannen
Europees kampioenschap waterpolo vrouwen
Wereldkampioenschappen kortebaan
Wereldbeker
- Mannen:
- Vrouwen:

## Sporter van het jaar
België
- Sportman: Remco Evenepoel
- Sportvrouw:
- Sportploeg: Jumbo Visma
- Paralympiër:
- Coach:
- Sportbelofte:

 Nederland
- Sportman: Max Verstappen
- Sportvrouw: Irene Schouten
- Sportploeg: 4x400 meter vrouwen Femke Bol,  Lieke Klaver,  Lisanne de Witte, Laura de Witte   Eveline Saalberg en Bouma
- Paralympische sporter:
- Coach: Jeroen Otter
- Young Talent Award:
- Fanny Blankers-Koen Carrièreprijs: Jan Raas

 Europa
- Sportman:
- Sportvrouw:

Mondiaal
- Sportman:
- Sportvrouw:
- Sportploeg:
- Gehandicapte sporter:
- Doorbraak:
- Actiesporter:
- Comeback:
- Lifetime Achievement Award:

## Overleden
1965 · 1966 · 1967 · 1968 · 1969 · 1970 · 1971 · 1972 ·1973 · 1974 · 1975 · 1976 · 1977 · 1978 · 1979 · 1980 · 1981 · 1982 · 1983 · 1984 · 1985 · 1986 · 1987 · 1988 · 1989 · 1990 · 1991 · 1992 · 1993 · 1994 · 1995 · 1996 · 1997 · 1998 · 1999 · 2000 · 2001 · 2002 · 2003 · 2004 · 2005 · 2006 · 2007 · 2008 · 2009 · 2010 · 2011 · 2012 · 2013 · 2014 · 2015 · 2016 · 2017 · 2018 · 2019 · 2020 · 2021 · 2022 · 2023 · 2024 · 2025